# 駐日ウズベキスタン大使館
駐日ウズベキスタン大使館（ウズベク語: O'zbekistonning Yaponiyadagi elchixonasi / Ўзбекистоннинг Япониядаги Элчиҳонаси、ロシア語: Посольство Узбекистана в Японии、英語: Embassy of Uzbekistan in Japan）は、ウズベキスタンが日本の首都東京に設置している大使館である。在東京ウズベキスタン大使館（ウズベク語: O'zbekistonning Tokiodagi elchixonasi / Ўзбекистоннинг Токиодаги Элчиҳонаси、ロシア語: Посольство Узбекистана в Токио、英語: Embassy of Uzbekistan in Tokyo）とも。

## 沿革
1991年8月31日、ウズベキスタンがソビエト連邦からの独立を宣言。同年12月28日に日本がウズベキスタンの独立を承認した後、1992年1月26日に両国間の外交関係が樹立される。
1996年2月、東京にウズベキスタン大使館が開設された。1998年3月6日、初代駐日大使アリシェル・エルキノヴィチ・シャイホフが皇居で信任状を捧呈した。

## 所在地
| 日本語 | 〒108-0074 東京都港区高輪2-1-52             |
| 英語   | 2-1-52, Takanawa, Minato-ku, Tokyo 108-0074 |

## 大使
2021年9月27日より、ムクシンクジャ・アブドゥラフモノフが特命全権大使を務めている。

## ギャラリー

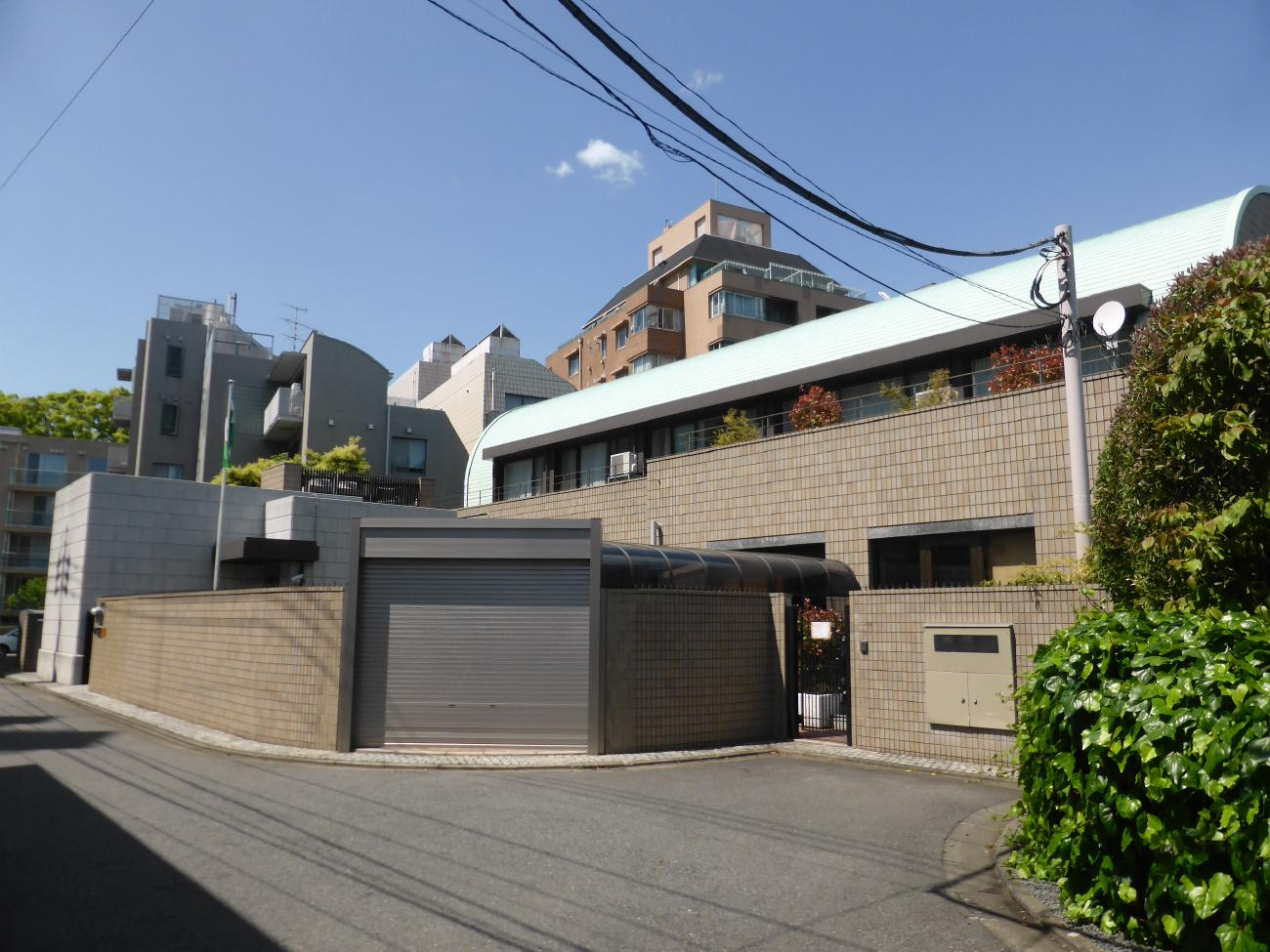
駐日ウズベキスタン大使館全景
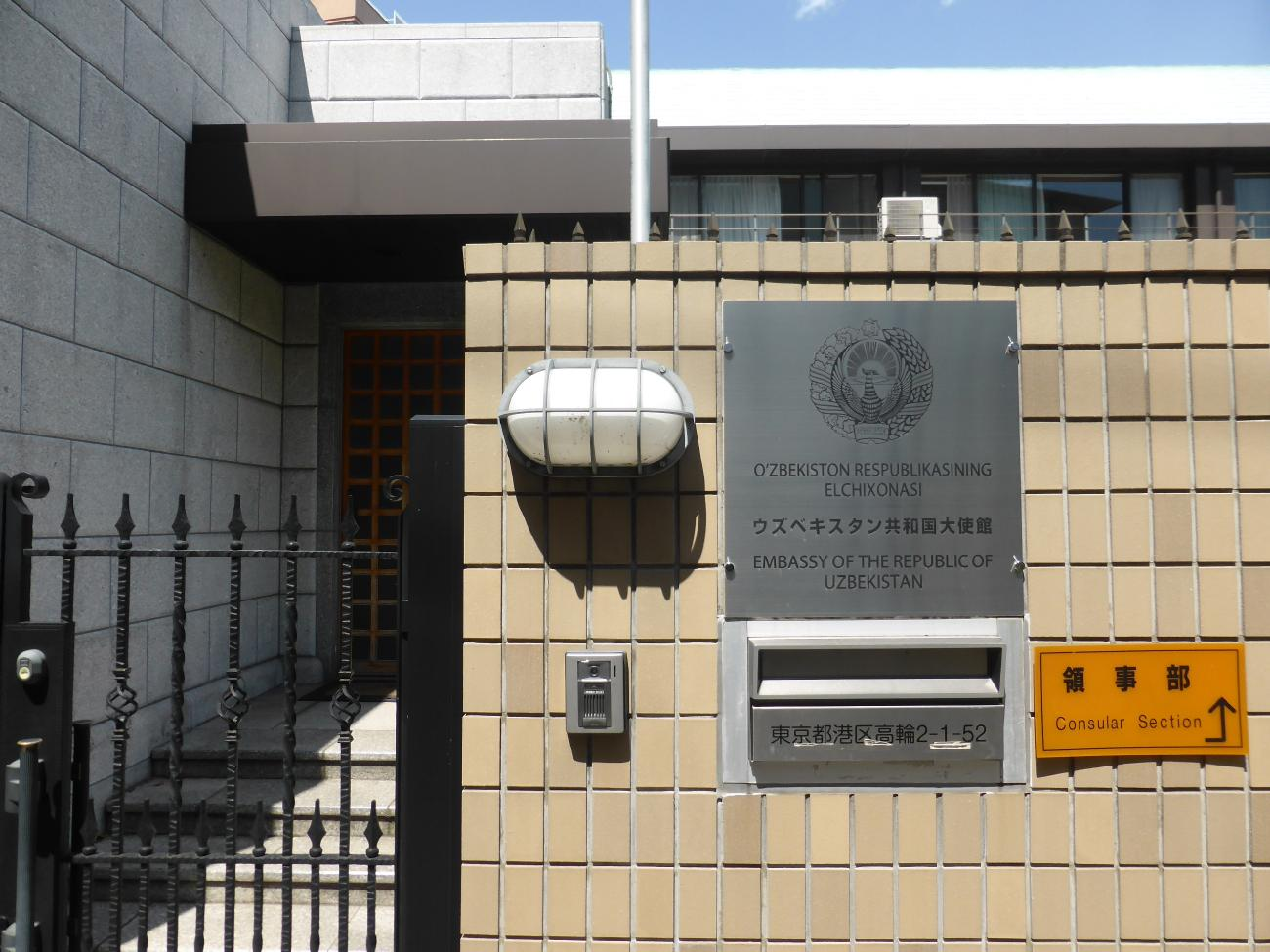
駐日ウズベキスタン大使館表札